# Họ Cuồng
Họ Cuồng (Sách Cây Cỏ VN- PHH ghi Cuông - chi Aralia) với danh pháp khoa học: Araliaceae - lấy theo tên gọi chi Aralia, còn gọi là họ Nhân sâm (theo tên gọi của chi Panax), họ Ngũ gia (theo tên gọi của chi Acanthopanax) hay họ Thường xuân (theo tên gọi của chi Hedera) v.v, là một họ thực vật có hoa. Các loài trong họ này thông thường là cây thân gỗ hay cây bụi, đôi khi là các loại cây thân thảo sống lâu năm, chúng thường có lá phức hình lông chim hay hình chân vịt và có các hoa nhỏ mọc thành chùy (một kiểu cụm hoa) lớn.
Họ này có quan hệ họ hàng gần với các họ như họ Hoa tán (Apiaceae) và Pittosporaceae. Ranh giới giữa các họ này và các thành viên khác của bộ Hoa tán (Apiales) vẫn chưa chắc chắn. Một số hệ thống phân loại gần đây đưa Araliaceae vào trong họ Apiaceae mở rộng, nhưng điều này không được hưởng ứng rộng rãi. Các chi Hydrocotyle và Trachymene, thông thường theo truyền thống được đưa vào họ Apiaceae, hiện nay nói chung được đưa vào Araliaceae.
Sự phân loại ở mức độ giống loài của họ Araliaceae vẫn chưa ổn định; cụ thể là một loạt các chi khác có danh pháp khoa học đồng nghĩa nằm trong chi Schefflera. Các nghiên cứu phát sinh chủng loài ở mức độ phân tử gần đây đã chỉ ra rằng chi lớn phổ biến khắp vùng nhiệt đới này là đa ngành và có lẽ trong tương lai nó sẽ được chia nhỏ một lần nữa thành vài chi khác.

## Các chi

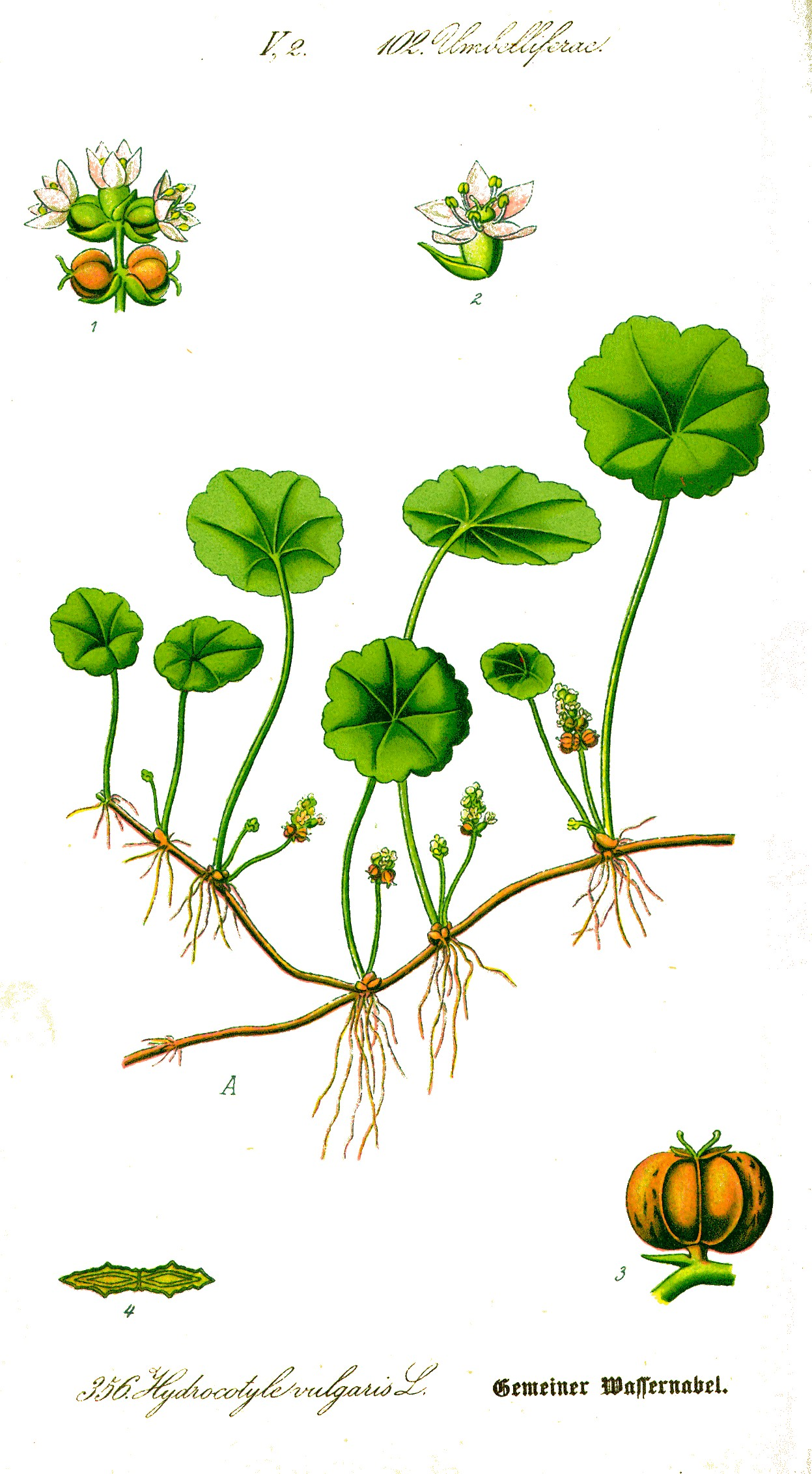
Hydrocotyle vulgaris trong Flora von Deutschland, Österreich und der Schweiz của Thomé, 1885

Họ này được chia thành hai phân họ là:
- Không đặt trong phân họ nào:
  - Harmsiopanax? (bao gồm cả Horsfieldia): Khoảng 3 loài vùng Malesia.
- Phân họ Aralioideae: Khoảng 41 chi và khoảng 1.275 loài
  - Anakasia
  - Aralia (bao gồm cả Acanthophora, Cwangayana, Neoacanthophora) - cuồng, đơn châu chấu.
  - Arthrophyllum (bao gồm cả Eremopanax, Nesodoxa)
  - Astropanax
  - Astrotricha
  - Brassaiopsis (bao gồm cả Euaraliopsis, Pseudobrassaiopsis, Wardenia) - Phường, ngô đồng
  - Cephalaralia
  - Cheirodendron
  - Cuphocarpus
  - Cussonia (bao gồm cả Sphaerodendron)
  - Dendropanax (bao gồm cả Gilibertia, Mesopanax, Textoria, Wangenheimia)
  - Eleutherococcus (bao gồm cả Acanthopanax): Sâm Siberi, ngũ gia bì.
  - x Fatshedera (Fatsia x Hedera)
  - Fatsia (bao gồm cả Boninofatsia, Diplofatsia)
  - Gamblea (bao gồm cả Evodiopanax)
  - Gastonia (bao gồm cả Indokingia, Peekeliopanax)
  - Hedera - Thường xuân (H. helix)
  - Heteropanax - Lọng
  - Hunaniopanax
  - Kalopanax
  - Macropanax (bao gồm cả Hederopsis)
  - Megalopanax
  - Merrilliopanax
  - Meryta (bao gồm cả Botryodendrum, Botryomeryta, Schizomeryta, Strobilopanax)
  - Motherwellia
  - Munroiodendron
  - Neocussonia
  - Oplopanax
  - Opopanax (bao gồm cả Echinopanax, Panax Hill)
  - Oreopanax (bao gồm cả Monopanax)
  - Osmoxylon (bao gồm cả Boerlagiodendron, Eschweileria, Pseudosantalum)
  - Panax (bao gồm cả Panacea, Panaxua) - Nhân sâm (P. ginseng), tam thất (P. pseudoginseng), sâm Ngọc Linh (P.vietnamensis).
  - Pentapanax (bao gồm cả Coemansia, Coudenbergia, Parapentapanax)
  - Polyscias (bao gồm cả Bonnierella, Botryopanax, Eupteron, Gelibia, Grotefendia, Irvingia, Kissodendron, Maralia, Montagueia, Nothopanax, Oligoscias, Palmervandenbrockia, Sciadopanax, Tieghemopanax) - Đinh lăng
  - Pseudopanax (bao gồm cả Neopanax)
  - Raukana
  - Reynoldsia
  - Schefflera (bao gồm cả Actinomorphe, Actinophyllum, Agalma, Bakeria, Brassaia, Cephaloschefflera, Crepinella, Didymopanax, Dizygotheca, Geopanax, Heptapleurum, Nesopanax, Octotheca, Parapanax, Paratropia, Pentadiplandra, Plerandra, Scheffleropsis, Sciadophyllum, Tupidanthus) - Cây chân chim, dây ruột gà.
  - Sciadodendron
  - Seemannaralia
  - Sinopanax
  - Stilbocarpa (bao gồm cả Kirkophytum)
  - Tetrapanax - Thông thảo
  - Tetraplasandra (bao gồm cả Dipanax, Pterotropia, Triplasandra)
  - Trevesia (bao gồm cả Plerandropsis) - Đu đủ rừng
  - Woodburnia
- Phân họ Hydrocotyloideae: khoảng 2-4 chi với 175 loài
  - Hydrocotyle (bao gồm cả Neosciadium)
  - Trachymene (bao gồm cả Uldinia)
  - Homalosciadium?
  - Neosciadium? (IPNI cho là thuộc họ Hoa tán (Apiaceae)).

Chi Cromapanax trong cơ sở dữ liệu của IPNI với chỉ 1 loài Cromapanax lobatus (Grierson) ở Bhutan không được APG II liệt kê trong họ này.

### Chuyển họ khác
- Apiopetalum: APG II chuyển sang họ Hoa tán (Apiaceae).
- Mackinlaya: APG II chuyển sang họ Hoa tán (Apiaceae).
- Delarbrea (gồm cả Pseudosciadium): APG II chuyển sang Myodocarpaceae.
- Myodocarpus: APG II chuyển sang Myodocarpaceae.